# För många ord om kärlek
För många ord om kärlek är en sång skriven av Niklas Strömstedt. Den finns med på hans studioalbum Två vägar (2008), men utgavs också som singel samma år. För många ord om kärlek var den andra av två singlar att ges ut från skivan.
Strömstedt tävlade med låten i den fjärde deltävlingen av Melodifestivalen 2008 i Karlskrona. Den slutade sist. Det var första gången Strömstedt medverkade som sångare i tävlingen. Han hade däremot tidigare medverkat som låtskrivare med "I morgon är en annan dag", vilken framfördes av Christer Björkman och blev den segrande låten i Melodifestivalen 1992 och med "Lev livet!", skriven tillsammans med Anders Glenmark och framförd av Magnus Carlsson i Melodifestivalen 2006.
Singeln gavs ut på CD och i digitalt format. Den producerades av Christoffer Lundquist som även spelade bas, gitarr, flöjt och klarinett. Övriga musiker var Strömstedt (sång, gitarr, slagverk), David Nyström (gitarr) och Jens Jansson (trummor).
För många ord om kärlek tog sig inte in på Svenska singellistan och inte heller på Svensktoppen.
Strömstedt har beskrivit låten som "Två minuter och femtionio sekunders upptempopop där vers och refräng fått varsin tonart och texten sin alldeles självklara plats mitt emellan hjärta och smärta."

## Låtlista
1. "För många ord om kärlek" (singelversion) – 2:59
2. "För många ord om kärlek" (albumversion) – 3:25
3. "För många ord om kärlek" (instrumental) – 3:01

## Medverkande
- Jens Jansson – trummor
- Christoffer Lundquist – producent, bas, gitarr, flöjt, klarinett
- David Nyström – gitarr
- Niklas Strömstedt – sång, gitarr, slagverk